# قواعد هوند

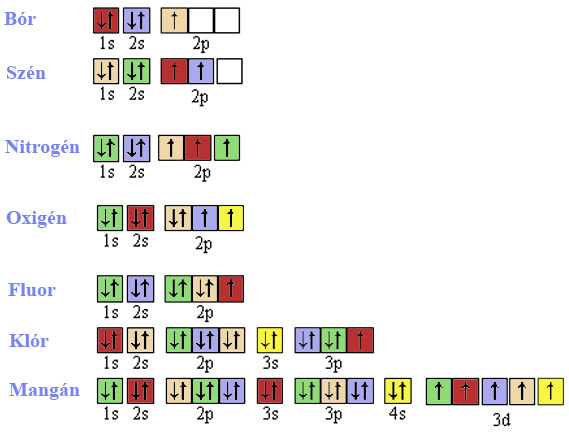
پیکربندی الکترونی برخی از عناصر بر اساس قانون (قواعد) هوند.

قواعد هوند (به آلمانی: Hundsche Regeln) مجموعه‌ی قاعده‌هایی هستند که توسط فریدریش هوند برای تعیین ترم طیفی در اتم‌های چندالکترونی در حالت پایه در سال ۱۹۲۷ میلادی ارائه شده‌اند.
قواعد هوند برای تعیین ترم‌های حالت پایه کاربرد دارند.

## قاعده یکم
برای یک آرایش الکترونی ، آن ترم طیفی که بیشترین چندگانگی را دارد، کمترین تراز انرژی را داراست. در نتیجه پایدارترین حالت یک آرایش الکترونی یا به عبارت دیگر ترم حالت پایه ، آن است که دارای بیشترین گشتاور زاویه‌ای اسپینی (S) باشد. چندگانگی برابر 2S+1 است.
در خصوص پرشدن اوربیتال‌های اتمی، قاعده هوند بیان می‌دارد که اوربیتال‌های هم‌تراز ابتدا توسط الکترون‌ها به‌صورت نیمه، پر می‌شوند و سپس جفت‌شدن صورت می‌گیرد.

## قاعده دوم
در یک چندگانگی، آن ترم طیفی که دارای بزرگترین عدد کوانتومی اوربیتالی (L) است، کمترین انرژی را دارد و در نتیجه پایدارتر است.

## قاعده سوم
از بین دو یا چند ترم با چندگانگی اسپین و L برابر، ترمی پایدارتر است که:
- اگر آرایش کمتر از نیمه‌پر باشد ترم دارای J کوچکتر و اگر بیشتر از نیمه‌پر باشد، ترم دارای J بزرگتر پایدارتر است.
- آرایش‌های نیمه‌پر و پر، چون عدد کوانتومی اوربیتالی صفر دارند ، فقط دارای یک J هستند.

مقدار J برابر است با :
J=L+S